# 조민호 (모델)
조민호(1989년 9월 15일 ~ )는 대한민국의 배우이자 모델이다.

## 출연 작품

### 영화
- 《우리들의 일기》 (2017년) - 진영 역

### 드라마
- 《우리가 잠들지 못하는 이유》 (2018년, 웹드라마) - 주상호 역
- 《우리 할 수 있을까? 시즌 2》 (2017년, 웹드라마) - 민호 역
- 《옐로우》 (2015년, 웹드라마) - 김호열 역

### 방송
- 《기부티크》 (2016년, On Style)
- 《더 스타일 클래스》 (2015년, XTM)
- 《테이스티 로드》 (2014년, Olive)
- 《스타일 로그 2014》 (2014년, On Style)
- 《세븐 모델즈 시즌 1》 (2007년, 채널 동아)

### 뮤직비디오
- 박지윤 - 미스터리
- 매드크라운 - 견딜만해
- DJ 샤인 - Right Round